# Masacre a comunidades matsés de 1964 (Perú)
Se denomina modernamente «masacre matsés» o «genocidio matsés» a un conjunto de bombardeos militares ejecutados por el Estado peruano contra comunidades matsés en el nororiente peruano en 1964. Tales hechos constituyeron una masacre sistemática, patrocinada por el Estado, contra civiles de este pueblo amazónico (antiguamente conocidos como mayorunas) a orillas del río Yavarí dentro del departamento de Loreto, cerca de la frontera con Brasil, durante el primer gobierno de Fernando Belaúnde. El número de muertos y heridos es desconocido.
La selva del oriente era un tema de interés para el gobierno peruano, Belaúnde Terry ya había dejado claro en su obra La conquista del Perú por los peruanos, publicada en 1959, que la amazonía tenía que ser aprovechada por sus recursos naturales, especialmente la madera, y conectar las ciudades amazónicas al resto del país vía carretera. En el aspecto cultural, el genocidio matsé también formó parte del choque entre el mundo mestizo occidental civilizador y el mundo indígena amazónico, pues a pesar del mestizaje en las poblaciones de la costa y los andes, figuras relevantes como César Lévano aplaudieron el accionar del gobierno una publicación en Caretas dijo:

A sangre y fuego, civilización y barbarie se disputan un territorio en que hasta ayer campeaban la víbora y el tigre.

Los miembros de las Fuerzas Armadas del Perú que participaron en las operaciones antimatsés fueron recibidos con arengas cuando volvieron a Lima; además, el gobierno de Belaúnde intentó justificar su accionar al acusar a los indígenas de estar formando guerrillas comunistas.

## Contexto histórico

### Relación entre el Perú y la selva loretana
En el aspecto regional, Loreto había experimentando intentos de independentismo y federalismo; en casi todas las intentonas, la participación de los indígenas fue favorable a las insurrecciones, lo que ya provocaba una relación tensa entre el gobierno y los habitantes de Loreto.

### Violencia contra los pueblos originarios

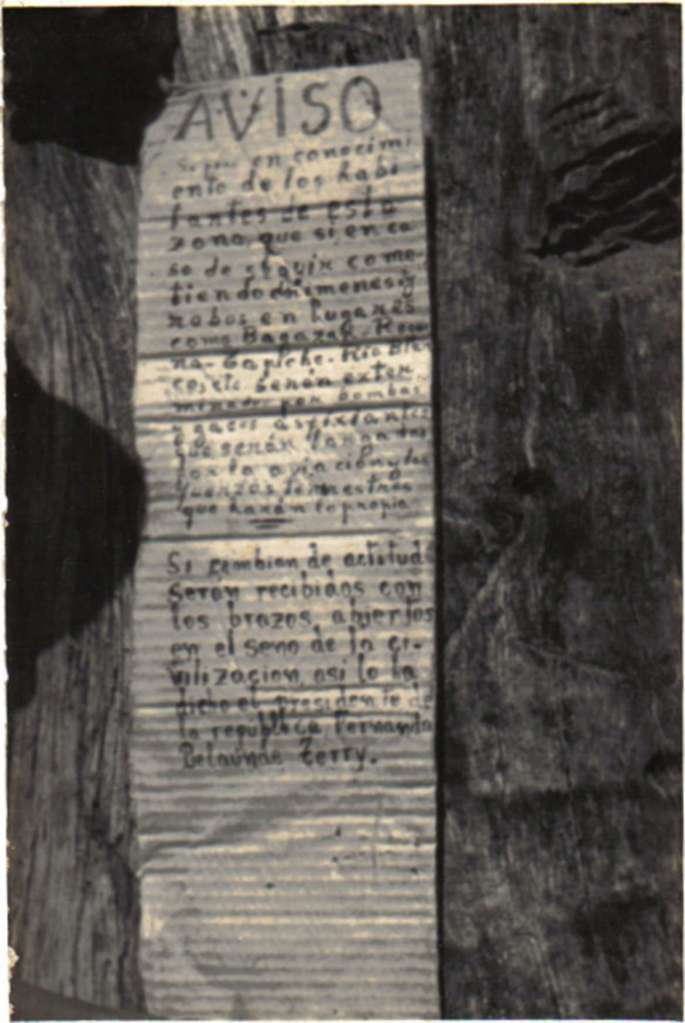
Cartel en español en la orilla del Yavarí que advierte a los matsés de dejar de atacar a los colonizadores, los matsés no hablaban español.

Loreto era entonces un territorio desconectado del resto del país. Con la fiebre del Caucho, se volvió un área que atrajo a buscadores de fortunas. Ya en ese entonces, el empresario Julio César Arana llevó a cabo el denominado Genocidio del Putumayo entre 1879 a 1912. En este, los pueblos indígenas de las cuencas de los ríos Putumayo y Caquetá fueron esclavizados para la extracción obligatoria de caucho, aprovechando que en ese entonces se libraba el conflicto limítrofe entre el Perú y Colombia.
Aunque el pueblo matsé habitaba el río Yavarí, alejado del área de conflicto Putumayo-Caquetá, no fue ajeno al sometimiento por parte de caucheros peruanos y brasileños. Esto provocó hostilidad por parte de los matsés a intrusos no indígenas en sus territorios. En sí, el pueblo matsé o mayoruna fue originalmente un conjunto de clanes muy diversos, que fueron agrupados por su condición de vivir en el río Yavarí. Los matsés habían desarrollado técnicas de supervivencia para evitar ser detectados por colonos, tal como enseñar a los perros a no ladrar cuando se les ordenaba, cultivar pequeñas chacras (parcelas de policultivo) en diferentes lugares escondidos de la selva y establecer períodos más cortos de horticultura itinerante.

## Desarrollo
En octubre de 1964 en la provincia de Requena, en el este de Loreto, madereros y colonizadores peruanos fueron emboscados por indígenas matsés. Ante el ingreso de dichos colonos a la cuenca del Yavarí, la posición del gobierno de Belaúnde fue enviar a la Fuerza Aérea del Perú para bombardear las aldeas de tres de los cuatro clanes matsés más relevantes por todo el Yavarí. El accionar del gobierno fue calificado de manera positiva por toda la sociedad peruana. En el bombardeo hacia los matsés, según Witness to Sovereignty: Revisiting the Latin American Indigenous Peoples’ Ethnopolitical Movement de Stefano Varese, se utilizó una bomba de napalm en forma de práctica para posteriormente utilizar ese armamento contra militantes de las guerrillas socialistas Ejército de Liberación Nacional (ELN) y el Movimiento de Izquierda Revolucionaria (MRI).
Relatos de pobladores de la zona desmienten el relato oficial de la presunta relación entre guerrillas y matsés:

Los cuentos que leí en los periódicos eran pura mentira: que había ametralladoras con los Matsés, que ellos lanzaron insultos en español (quizás algunos supiesen algunas palabras), que estaban dirigidos por la guerrilla… A Lima habían llegado historias que había guerrilla en la zona y que estaba atacando a la gente de Requena y bla, bla, bla. Pero era pura mentira. No había guerrilla allí. Después llegaron helicópteros de mi país [Perú] para ayudar a evacuar a los heridos. Yo he visto las fotos de los helicópteros militares que llegaron desde las bases de los Estados Unidos en Panamá para evacuar a los heridos. Luego vinieron los bombarderos de la aviación peruana, creo que llegaron de la base de Chiclayo, y echaron sus bombas. Felizmente no mataron a los Matsés, pero los asustaron. Ellos tuvieron que abandonar sus malocas. Se fueron corriendo y fue una cosa horrible, pero no fue una matanza. Gracias a Dios. Stefano Varese escribió sobre esto.

Una vez finalizadas las campañas militares, el presidente Fernando Belaúnde felicitó a los madereros en Palacio de Gobierno y llegó a viajar a la ciudad de Requena para inaugurar un aeropuerto. El uso de napalm fue corroborado y confirmado el 9 de octubre de 1968, por el Gobierno Revolucionario de la Fuerza Armada del militar Juan Velasco Alvarado, que realizó un golpe de Estado contra Belaúnde ese mismo año.

## Legado
Luego de la caída del Gobierno Revolucionario de la Fuerza Armada, el genocidio de 1964 no fue tomado en importancia por parte del Estado. Sin embargo, en tiempos contemporáneos, se crítica que Belaúnde haya tenido un comportamiento hostil contra los matsés que solo se defendían, frente a un comportamiento dócil hacia los atentados del grupo terrorista Sendero Luminoso al inicio del conflicto armado interno en 1980 durante su segundo gobierno.
En 2020 el presidente del Consejo de Ministros Walter Martos en el marco del primer proceso de vacancia presidencial contra el mandatario Martín Vizcarra, invocó la memoria de Belaúnde por cuestiones políticas:

Muchos de nuestra generación cuando éramos jóvenes hemos respetado el gran espíritu democrático del arquitecto Fernando Belaúnde Terry. Hoy nuestra generación señor arquitecto Fernando Belaúnde Terry donde usted se encuentre, le pedimos las disculpas porque malos elementos están tratando de manchar su incólume prestigio que usted ha tenido.

Dicho acto fue tildado de «infeliz ocurrencia». Los críticos también recordaron la opinión que tenía el mismo Belaúnde sobre las organizaciones de derechos humanos, al copiar el estilo argentino del dictador Jorge Rafael Videla para reprimir a los disidentes, llegando a responder despectivamente a los llamados de Amnistía Internacional por presuntas violaciones de derechos humanos en Ayacucho: «Las cartas de Amnistía Internacional van al tacho de basura (…) yo no las acepto».
Los gobiernos de Belaúnde también tuvieron incidentes contra los indígenas de los ríos Urubamba y Manu entre los departamentos de Cuzco y Madre de Dios respectivamente.